# Irish League 1989-1990
L'Irish League 1989-1990 è stata la 89ª edizione della prima divisione del campionato nordirlandese di calcio.
Il campionato era formato da quattordici squadre e il Portadown vinse il titolo. Non vi furono retrocessioni.

## Classifica finale
| Pos. | Squadra          | G  | V  | N | P  | GF | GS | Punti |
| ---- | ---------------- | -- | -- | - | -- | -- | -- | ----- |
| 1    | Portadown        | 26 | 16 | 7 | 3  | 42 | 17 | 55    |
| 2    | Glenavon         | 26 | 16 | 6 | 4  | 52 | 26 | 54    |
| 3    | Glentoran        | 26 | 12 | 8 | 6  | 43 | 24 | 44    |
| 4    | Linfield         | 26 | 14 | 2 | 10 | 54 | 40 | 44    |
| 5    | Ballymena United | 26 | 12 | 7 | 7  | 37 | 25 | 43    |
| 6    | Bangor           | 26 | 11 | 5 | 10 | 26 | 22 | 38    |
| 7    | Newry Town       | 26 | 11 | 4 | 11 | 42 | 37 | 37    |
| 8    | Cliftonville     | 26 | 9  | 8 | 9  | 37 | 39 | 35    |
| 9    | Larne            | 26 | 8  | 7 | 11 | 29 | 38 | 31    |
| 10   | Carrick Rangers  | 26 | 8  | 6 | 12 | 33 | 36 | 30    |
| 11   | Coleraine        | 26 | 8  | 6 | 12 | 36 | 44 | 30    |
| 12   | Ards             | 26 | 5  | 6 | 15 | 25 | 44 | 21    |
| 13   | Crusaders        | 26 | 4  | 8 | 14 | 27 | 55 | 20    |
| 14   | Distillery       | 26 | 4  | 8 | 14 | 27 | 63 | 20    |

G = Partite giocate; V = Vittorie; N = Nulle/Pareggi; P = Perse; GF = Goal fatti; GS = Goal subiti; 